# Silke Lemmens
Silke Lemmens (* 30. November 1999 in Löwen, Belgien) ist eine Schweizer Sprinterin, die sich auf den 400-Meter-Lauf spezialisiert hat.

## Sportliche Laufbahn
Erste internationale Erfahrungen sammelte Silke Lemmens im Jahr 2018, als sie bei den U20-Weltmeisterschaften in Tampere mit der schweizerischen 4-mal-100-Meter-Staffel in 44,65 s den sechsten Platz belegte. Im Jahr darauf schied sie bei den U23-Europameisterschaften im schwedischen Gävle im 200-Meter-Lauf mit 24,55 s in der ersten Runde aus, und mit der Staffel erreichte sie nach 45,64 s Rang acht. 2021 startete sie bei den Halleneuropameisterschaften in Toruń im 400-Meter-Lauf, kam dort aber mit 54,48 s nicht über die Vorrunde hinaus. Im Juli gewann sie bei den U23-Europameisterschaften in Tallinn mit neuer Bestleistung von 52,09 s die Bronzemedaille hinter den Tschechinnen Lada Vondrová und Barbora Malíková. Zudem belegte sie in der 4-mal-400-Meter-Staffel in 3:34,14 min den achten Platz. Anschliessend nahm sie mit der Staffel an den Olympischen Spielen in Tokio teil, verpasste dort mit 3:25,90 min zwar den Finaleinzug, stellte aber einen neuen Schweizer Rekord auf.
2022 schied sie bei den Weltmeisterschaften in Eugene mit 52,86 s in der ersten Runde über 400 Meter aus und belegte mit der Staffel in 3:27,81 min im Final den achten Platz. Anschliessend schied sie bei den Europameisterschaften in München mit 53,08 s im Halbfinal aus und gelangte mit der Staffel mit 3:26,94 min auf Rang sieben.
In den Jahren 2020 und 2022 wurde Lemmens Schweizer Meisterin im 400-Meter-Lauf im Freien sowie 2021 und 2022 in der Halle.

## Persönliche Bestleistungen
- 200 Meter: 23,47 s (+0,2 m/s), 5. September 2021 in Nottwil
  - 200 Meter (Halle): 24,31 s, 6. Februar 2021 in Magglingen
- 400 Meter: 52,01 s, 3. Juli 2022 in La Chaux-de-Fonds
  - 400 Meter (Halle): 53,00 s, 27. Februar 2022 in Magglingen